# Theater an der Wien

Interiör av teatern.

Theater an der Wien är ett operahus i Wien.  

## Ursprung
Teatern öppnade den 13 juni 1801 och idén hade fötts av teaterimpressarion Emanuel Schikaneder, som var  Mozarts librettist och samarbetsparter kring operan Trollflöjten år 1791. Schikaneders teatertrupp hade länge framträtt framgångsrikt på den mindre Theater auf der Wieden, med 800 platser, där Trollflöjten hade haft premiär. Schikaneder, vars scenerier ofta var spektakulära, kände sig redo att flytta till en större och bättre utrustad lokal. Vid öppnadet framfördes en prolog skriven av Schikaneder och en föreställning av operan "Alexander" av Alexander Teyber.

## Bilder

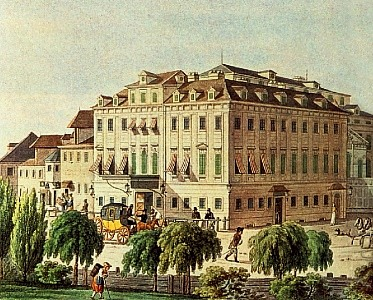
Theater an der Wien, 1815.
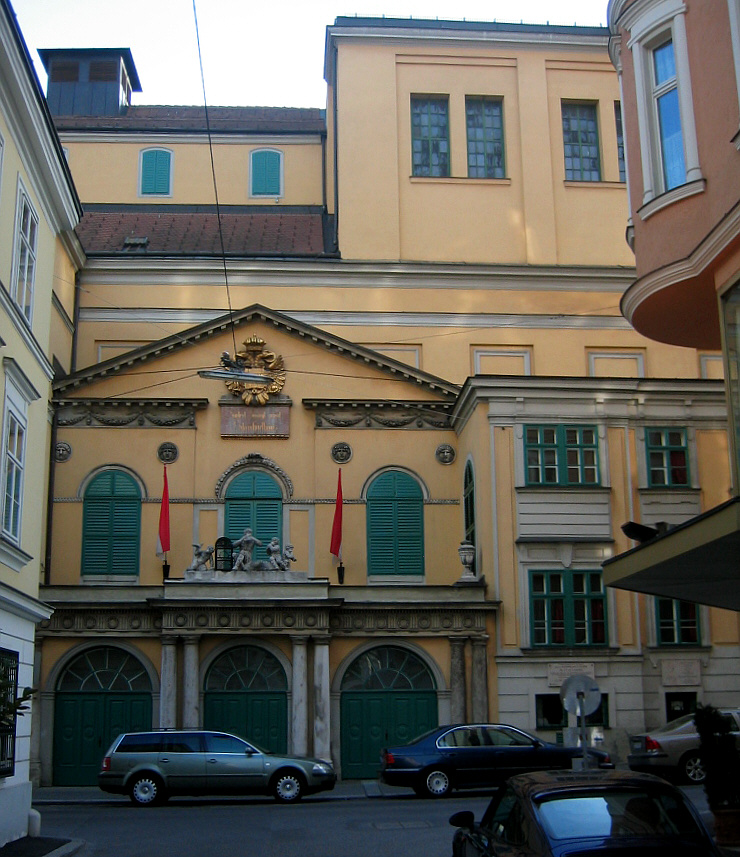
Theater an der Wien (Papagenotor på Millöckergasse).
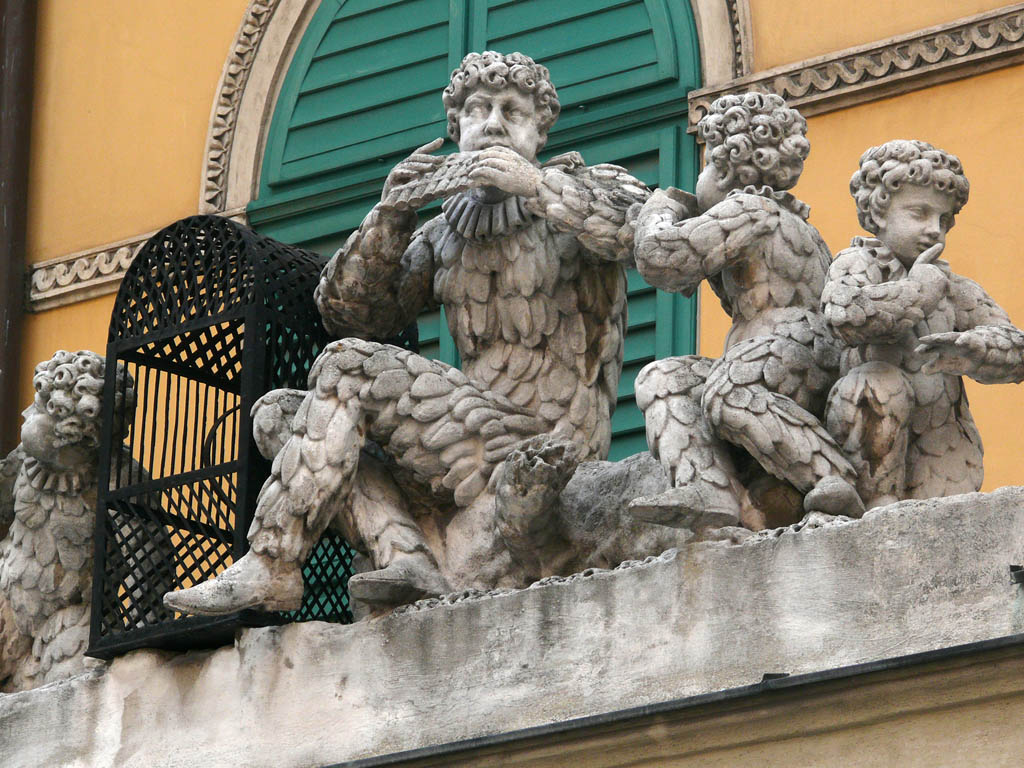
Skulptur på Papagenotor.
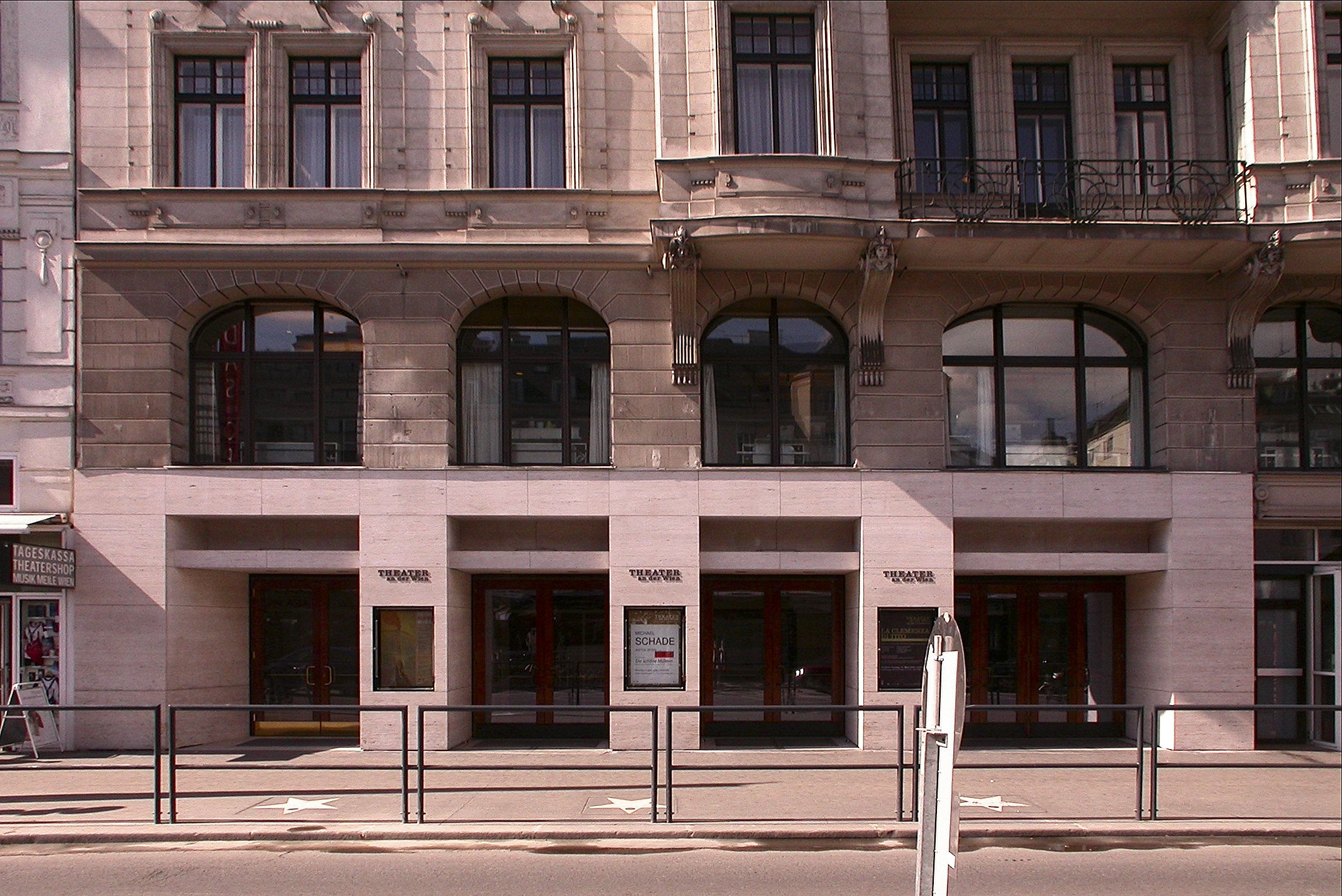
Entrén efter ombyggnad 2006.

## Premiärer på teatern
- 1805 (20 november) Ludwig van Beethovens opera Fidelio.
- 1803 (5 april) Beethovens symfoni nr. 2
- 1805 (7 april)  Beethovens symfoni nr. 3 (Eroica)
- 1806 (23 december) Beethovens violinkonsert
- 1808 (22 december)  Beethovens symfoni nr. 5 (Ödessymfonin) och  Beethovens symfoni nr. 6 (Pastoralsymfonin), "Koralfantasin" (Fantasia i c-moll för piano, kör, och orkester), och Pianokonsert nr. 4 i G-dur
- 1817 Die Ahnfrau av Franz Grillparzer
- 1823 Skådespelsmusik till "Rosamunde, Fürstin von Cypern", op. 26 av Franz Schubert
- 1874 (5 april) Läderlappen av  Johann Strauss d.y.
- 1881 (28 november) Det lustiga kriget av Johann Strauss den yngre
- 1882 (6 december) Tiggarstudenten av Carl Millöcker
- 1891 (10 januari) Fågelhandlaren av Carl Zeller
- 1905 (30 december) Glada änkan av Franz Lehár
- 1909 (12 november) Greven av Luxemburg av Franz Lehár

## Uppsättningar i urval
- Luigi Cherubini: Médée; dirigerad av Fabio Luisi, scenografi av Torsten Schäfer
- Claude Debussy: Pelléas och Mélisande dirigerad av Bertrand de Billy
- Christoph Willibald Gluck: Orfeus och Eurydike dirigerad av René Jacobs
- Georg Friedrich Händel: 
  - Giulio Cesare in Egitto, dirigerad av René Jacobs, scenografi av Christof Loy
  - Ariodante, dirigerad av Christophe Rousset, scenografi av Lukas Hemleb
  - Partenope, dirigerad av Christophe Rousset, scenografi av Pierre Audi
- Joseph Haydn: Orlando Paladino; dirigerad av Nikolaus Harnoncourt, scenografi av Keith Warner
- Leoš Janáček: Káťa Kabanová, dirigerad av Kirill Petrenko, scenografi av Keith Warner
- Wolfgang Amadeus Mozart:
  - La finta semplice, dirigerad av Fabio Luisi, scenografi av Laurent Pelly;
  - Mitridate, re di Ponto dirigerad av Harry Bicket, scenografi av Robert Carsen;
  - Le nozze di Figaro, dirigerad av Graeme Jenkins, scenografi av Kasper Bech Holten;
  - Die Zauberflöte, regi av Jean-Christophe Spinosi, scenografi av Achim Freyer.
- Francis Poulenc: Dialogues des Carmélites; dirigerad av Bertrand de Billy, scenografi av Robert Carsen
- André Previn: Linje lusta, dirigerad av Sian Edwards, scenografi av Stein Winge
- Richard Strauss: Intermezzo dirigerad av Kirill Petrenko
- Igor Stravinskij:  Rucklarens väg dirigerad av Nikolaus Harnoncourt
- Federico Moreno Torroba: Luisa Fernanda, dirigerad av Josep Caballé-Domenech, scenografi av Emilio Sagi

Bland sångare som uppträtt på teatern finns Marijana Mijanovic, Frederica von Stade, Olaf Bär, Patricia Petibon, Anatoli Kotscherga, Anja Silja, Diana Damrau, Plácido Domingo, Maria José Montiel, Andrea Rost, Christine Schäfer, David Daniels.